# فاتی (ایزد)
فاتی 
(به تاهیتیایی: Fati) در اساطیر تاهیتی و جزایر انجمن، ایزد (رب النوع) ماه و پسر تانوئویی
(به تاهیتیایی: Taonoui) و رووآ 
(به تاهیتیایی: Roua)است.